# Strada nazionale 67 Salaria
La strada nazionale 67 Salaria era una strada nazionale del Regno d'Italia, che congiungeva Roma a Porto d'Ascoli, quartiere di San Benedetto del Tronto, ricalcando il percorso dell'antica Via Salaria.
Venne istituita nel 1923 con il percorso "Roma - Passo Corese - Rieti - Antrodoco - Arquata del Tronto - Ascoli Piceno - Innesto con la nazionale n. 4 presso Porto d'Ascoli".
Nel 1928, in seguito all'istituzione dell'Azienda Autonoma Statale della Strada (AASS) e alla contemporanea ridefinizione della rete stradale nazionale, il suo tracciato costituì l'intera strada statale 4 Via Salaria.